# Careproctus guillemi
Careproctus guillemi är en fiskart som beskrevs av Matallanas, 1998. Careproctus guillemi ingår i släktet Careproctus och familjen Liparidae. Inga underarter finns listade.